# Teste de sobriedade de campo

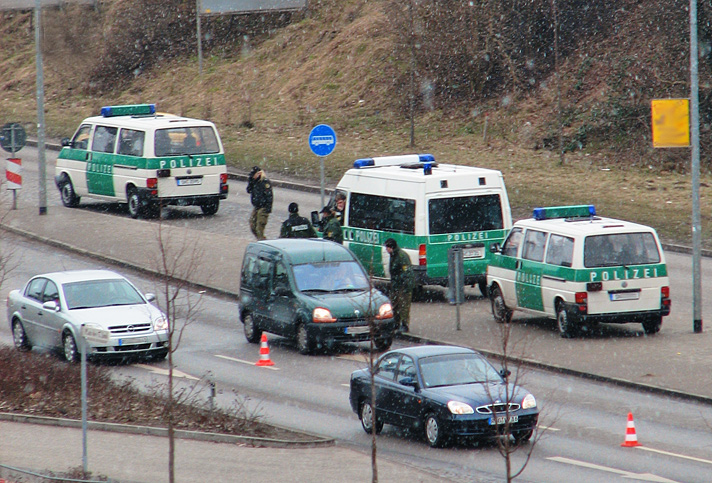
Posto de controle de sobriedade em Stralsund, Alemanha

Os Testes de Sobriedade de Campo (em inglês: Field Sobriety Tests (FSTs)), também chamados de Testes de Sobriedade de Campo Padronizados (em inglês: Standardized Field Sobriety Tests (SFSTs)), são uma bateria de testes usados por policiais para determinar se uma pessoa suspeita de dirigir com deficiência está intoxicada com álcool ou drogas. Os FSTs (e SFSTs) são usados principalmente nos EUA, para atender aos requisitos de "causa provável de parada" (ou equivalente), necessários para sustentar uma condenação por dirigir alcoolizado (DWI ou DUI) com base em um teste químico de álcool no sangue.

## Contexto

### Condução prejudicada
Dirigir com deficiência, conhecido como Dirigir sob influência (DUI) ou Dirigir embriagado (DWI), é o crime de dirigir um veículo a motor prejudicado por álcool ou outras drogas (incluindo drogas recreativas e prescritas por médicos) a um nível que torne o motorista incapaz de operar um veículo a motor com segurança. Pessoas que recebem vários delitos de DUI geralmente são pessoas que lutam contra o alcoolismo ou a dependência de álcool.
Os acidentes de trânsito são predominantemente causados por dirigir sob a influência; para pessoas na Europa entre 15 e 29 anos, o DUI é uma das principais causas de mortalidade. De acordo com a Administração Nacional de Segurança no Trânsito das Rodovias, acidentes relacionados ao álcool causam aproximadamente US$ 37 bilhões em danos anualmente. DUI e acidentes relacionados ao álcool produzem cerca de US$ 45 bilhões em danos a cada ano.
Com o álcool, o nível de intoxicação de um motorista bêbado é tipicamente determinado por uma medida do teor de álcool no sangue ou BAC; mas isso também pode ser expresso como uma medida de teste de respiração, geralmente chamada de BrAC. Uma medida de BAC ou BrAC acima do nível do limite específico, como 0,08%, define a ofensa criminal sem a necessidade de provar a imparidade. Em algumas jurisdições, há uma categoria agravada da infração em um nível mais alto de BAC, como 0,12%, 0,15% ou 0,20%. Em muitas jurisdições, policiais podem realizar testes de campo de suspeitos em busca de sinais de intoxicação. O estado americano do Colorado tem um teor máximo de THC no sangue para motoristas que consumiram cannabis.
Na maioria dos países, suspensões de carteira de motorista, multas e sentenças de prisão para infratores de DUI são usadas como um impedimento. Qualquer pessoa condenada por dirigir sob a influência de álcool ou outras drogas pode ser pesadamente multada e/ou condenada à prisão. Em algumas jurisdições, motoristas prejudicados que ferem ou matam outra pessoa enquanto dirigem podem enfrentar multas mais pesadas. Além disso, muitos países têm campanhas de prevenção que usam publicidade para conscientizar as pessoas sobre o perigo de dirigir com deficiência e as possíveis multas e acusações criminais, desencorajar a condução prejudicada e incentivar os motoristas a levarem táxis ou transportes públicos para casa depois de usar álcool ou drogas. Em algumas jurisdições, a barra que atendeu a um motorista comprometido pode enfrentar responsabilidade civil. Em alguns países, organizações sem fins lucrativos, um exemplo bem conhecido de Mães Contra Dirigir Embriagado (do inglês: Mothers Against Drunk Driving (MADD)), realizam suas próprias campanhas publicitárias contra a direção de embriaguez.

### História
A Administração Nacional de Segurança no Trânsito nas Rodovias dos EUA (NHTSA) iniciou uma pesquisa em 1975 sobre como testar suspeitos quanto a direção prejudicada. O NHTSA desenvolveu uma série de testes que os policiais poderiam usar ao avaliar suspeitos de condutores comprometidos. Em 1981, oficiais nos Estados Unidos começaram a usar a bateria de testes padronizados de sobriedade da organização para ajudar a tomar decisões sobre prender suspeitos de dirigir. Os testes foram projetados para indicar intoxicação associada a uma concentração de álcool no sangue (BAC) de 0,10%.
Um relatório inicial da NHTSA descreveu uma bateria de 6 testes. Um relatório de 1981 tornou-se a base das SFTs usadas nos Estados Unidos. Estados Unidos, incluindo a bateria do Teste Padrão de Sobriedade de Campo (SFST) da NHTSA publicada em março de 1999.
Depois que alguns estados dos EUA começaram a baixar seus limites de BAC para 0,08%, foi realizado um estudo para verificar se a bateria poderia ser usada para detectar BACs em ou acima de 0,08% e acima e abaixo de 0,04%. Isso foi feito para lidar com as mudanças nas leis que levaram a reduzir os limites legais de BAC nos EUA.

### Uso de testes de sobriedade em campo

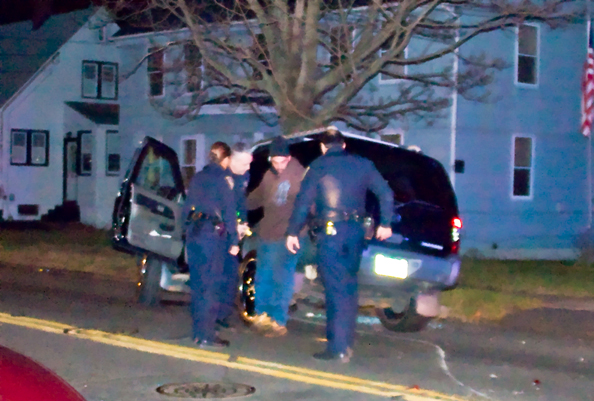
A polícia administra um teste de uma perna depois de um acidente

Um dos aspectos mais controversos de uma parada de DUI é o uso de Testes de Sobriedade de Campo (FST). A Administração Nacional de Segurança no Trânsito nas Rodovias (NHTSA) desenvolveu um sistema modelo para gerenciar o treinamento do Teste Padrão de Sobriedade de Campo (SFST). Eles publicaram vários manuais de treinamento associados aos FSTs. Como resultado dos estudos da NHTSA, o teste de caminhada foi determinado em 68% de precisão, e o teste de uma perna é de apenas 65% de precisão quando administrado a pessoas dentro dos parâmetros do estudo. Os testes não foram validados para pessoas com condições médicas, lesões, 65 anos ou mais e peso acima de 50 quilos. O oficial administrará um ou mais testes de sobriedade em campo. Os FSTs são considerados "testes de atenção dividida" que testam a capacidade do suspeito de realizar o tipo de multitarefa mental e física necessária para operar um automóvel. No entanto, esses testes podem ser problemáticos para pessoas com deficiências não óbvias que afetam a propriocepção, como a síndrome de Ehlers-Danlos (EDS).

### Objetivo
FSTs e SFSTs são promovidos como "usados para determinar se um indivíduo está comprometido", mas os testes de FST são amplamente considerados tendo como principal objetivo estabelecer evidências tangíveis de "provável causa de prisão" ("motivos razoáveis" no Canadá). Um objetivo secundário é fornecer evidências tangíveis corroborativas para uso contra o suspeito para uso em julgamento. A causa provável é necessária sob a lei dos EUA (4ª alteração) para sustentar uma prisão e invocação da lei de consentimento implícito.
Considerações semelhantes se aplicam sob o requisito canadense de estabelecer "motivos razoáveis" para fazer uma demanda de instrumento aprovada, estabelecendo que existe uma causa razoável e provável que se encontra no ponto em que "o ponto em que a probabilidade baseada em credibilidade substitui a suspeita". É provável que, se os FSTs estiverem sendo utilizados, seja necessário algum equivalente à causa provável para sustentar uma condenação com base na demanda por um teste químico.
Embora o objetivo principal dos FSTs seja documentar a causa provável ou equivalente, em algumas jurisdições, o desempenho do FST pode ser introduzido como evidência corroboradora de impairment.

## Teste
Segundo o NHTSA, um suspeito não "passa" ou "falha" em um teste de sobriedade, mas a polícia determina se "pistas" são observadas durante o teste. No entanto, parte da literatura ainda incluirá comentários de que um suspeito "falha" em um ou mais desses testes.
Os três testes validados pelo NHTSA são:
- O Teste de Nistagmo, que envolve seguir um objeto com os olhos (como uma caneta) para determinar a reação característica do movimento ocular.[18]
- O Teste Walk-and-Turn. Este teste foi desenvolvido para medir a capacidade de uma pessoa de seguir instruções e lembrar de uma série de etapas, enquanto divide a atenção entre tarefas físicas e mentais.
- O Teste One-Leg-Stand

Testes alternativos, que não foram "cientificamente" validados pelo NHTSA, incluem:
- Teste de Romberg, ou Teste de Posição de Atenção Modificada (pés juntos, cabeça para trás, olhos fechados por trinta segundos).
- Teste Finger-to-Nose (ponta da cabeça para trás, olhos fechados, toque na ponta do nariz com a ponta do dedo indicador).
- O Teste do Alfabeto (recite todo ou parte do alfabeto).
- O Teste de Contagem de Dedos (toque cada dedo da mão no polegar contando com cada toque (1, 2, 3, 4, 4, 3, 2, 1)).
- O Teste de Contagem (contagem inversa a partir de um número que termina em um número diferente de 5 ou 0 e pára em um número que termina diferente de 5 ou 0. A série de números deve ser superior a 15).
- O Teste Preliminar de Triagem de Álcool, Teste PAS ou PBT (inspire um "testador de respiração portátil ou preliminar", Teste PAS ou PBT).